# Das Messias-Rätsel
Das Messias-Rätsel ist der Titel der deutschen Übersetzung eines 2005 unter dem Titel Caesars Messiah – The Roman Conspiracy to Invent Jesus erschienenen Buches von Joseph Atwill.

## These
Der Autor stellt darin die These auf, die Evangelien (altgriechisch εὐαγγέλιον euangélion, deutsch ‚gute Nachricht; der Wortgebrauch war dabei weit, so etwa auch im militärischen Sinne‘) seien von einem Kreis um Kaiser Titus, einen Flavier, und den zu Rom übergelaufenen jüdischen Feldherrn und Historiker Flavius Josephus konstruiert worden, um den gewalttätigen Widerstand gegen die römische Herrschaft in Judäa zu brechen. Er legt dar, dass die Figur Jesu den Kaisersohn und Feldherrn des Jüdischen Krieges Titus in einer makabren Parodie spiegele und seinerseits in der Geschichte des jüdischen Krieges des Flavius Josephus in äußerst makabrer Weise kommentiert und parodiert werde. Jesus wie Titus hätten ihr Wirken in Galiläa beim See Genezareth begonnen und seien dann durch Samarien auf Jerusalem zu einem großen Showdown gezogen.
Parallele Motive zögen sich in derselben Reihenfolge, nur eben satirisch überzeichnet und gebrochen durch beide Handlungsabläufe. Lehre und Gestalt Jesu seien durch eine raffinierte und vielschichtige Einordnung in Typologien und Prophetien des Alten Testaments  (Tanach insbesondere Mose und Daniel) und in den (späteren) Ablauf des jüdischen Krieges konstruiert worden. Insgeheim bezögen sich seine Prophetien über die Wiederkunft des Menschensohnes nicht auf die eigene Wiederkehr, sondern auf die des anderen Gottessohnes, nämlich des Sohns des als Gott verehrten amtierenden Kaisers Vespasian, des Feldherrn und späteren Kaisers Titus. Dessen Jüngstes Gericht habe sich in der Zerstörung des Tempels in Jerusalem und der Festung Massada erfüllt. Die zum neuen Kult übertretenden Gläubigen würden so dazu gebracht, ohne ihr Wissen und sogar gegen ihren Willen am Kaiserkult teilzunehmen, indem sie eben in Jesus Christus tatsächlich Titus anbeteten. Außerdem sollte dem überaus virulenten (gewalttätigen) Messianismus dieser Zeit durch die Entgegenstellung eines pazifistischen, römerfreundlichen und steuerzahlenden Messias der Stachel genommen werden.

## Menschenfischer
Atwill schließt das aus erstaunlichen Übereinstimmungen im Ablauf der Evangelien und des jüdischen Krieges. Die Szene, wo Jesus am See Genezareth Petrus und Andreas mit den Worten beruft: Ich werde euch zu Menschenfischern machen (Mt 4,19 ) verbindet er mit einer Szene aus dem jüdischen Krieg, in der Titus’ Soldaten an ebendieser Stelle über das Wasser fliehende Aufständische verfolgen und so tatsächlich Menschen fischen (GJK III, 10, 9).

## Die Dämonen von Gadara
Markus berichtet von der Heilung eines Besessenen in Gadara, aus dem Jesus eine ganze Legion böser Geister austreibt, die dann in eine Herde Schweine fahren, worauf die sich den Hang hinab ins Wasser stürzen und dort ertrinken. Es waren etwa zweitausend Tiere (Mk 5 ). Flavius Josephus berichtet, wie Titus eine Ortschaft, die sich in den Händen aufständischer Sikarier befand, besetzte. Die Aufständischen flohen in ein anderes Dorf, wo sie eine größere Zahl vormals Unbeteiligter bewaffneten und sich mit denen zusammen auf ein Gefecht mit den Römern einließen. Sie wurden dann an und in den Jordan getrieben. Fünfzehntausend ließen ihr Leben. In Gefangenschaft gerieten über zweitausendzweihundert, außerdem fiel eine reiche Beute an Eseln, Schafen, Kamelen und Rindvieh an (GJK IV, 7, 3-6). Schweine waren nicht dabei. Attwill sieht in der Schilderung des Markus eine parodistische Anspielung auf dieses Gefecht und in der süffisanten Aufzählung der Beute bei Josephus (ohne Schweine, die waren ja ertrunken) eine makabre Parodie des Evangeliums.

## Marias Sohn als Passa-Opfer
Der schwarze Humor ließ sich nach Atwill noch steigern: Und als sie aßen, nahm Jesus das Brot, dankte und brach's und gab's ihnen und sprach: Nehmet; das ist mein Leib (Mk 14,22 ) heißt es im Evangelium beim letzten Abendmahl. Josephus aber berichtet aus der Zeit der Belagerung Jerusalems von „einer Frau, Maria mit Namen, die Tochter Eleazars“, die ihren Sohn im Säuglingsalter zum Passah-Fest schlachtete, briet und verspeiste und davon noch ihren persönlichen Feinden, die sie beraubt hatten, anbot (GJK VI, 3, 4).

## Weitere Parallelen
Atwill erkennt noch zahlreiche weitere Parallelen, Entsprechungen und gegenseitige Parodien und Bestätigungen im Detail. So erkennt er in den Aposteln Simon und Johannes die gleichnamigen Anführer des jüdischen Aufstands wieder. Auch ein Matthias, ein verräterischer Judas, ein Lazarus spielen im Jüdischen Krieg eine Rolle, ebenso wie Jesus und Joseph und öffentliche Kreuzigungen.
Nach Atwill mögen zwar die einzelnen Parallelen für sich genommen nicht zwingend sein. In ihrem Zusammenspiel aber legten sie einen „Motivtransfer“ zwischen der Kriegsbeschreibung des Josephus und den Evangelien nahe. Atwill schließt daraus, dass beide aus einer gemeinsamen Quelle, eben einem Kreis um Titus und Josephus, stammen und absichtsvoll aneinander angepasst wurden. Der Jesus-Mythos könne demnach nicht vor Ende des jüdischen Krieges, also vor dem Jahr 74, entstanden sein.

## Kritik
Das Bestehen und die Mission urchristlicher Gemeinden vor Ende des Jüdischen Krieges, das Apostelkonzil im Jahre 48, das Wirken des Paulus in den 50er Jahren und die Christenverfolgung unter Nero im Jahre 64 gelten allgemein als zuverlässig belegt. Dass Titus und Josephus auch den Paulus gesteuert oder erfunden hätten, erscheint im Rahmen der These nicht recht plausibel, denn Paulus verschrieb sich vor allem der Heidenmission und machte so aus (bislang unproblematischen) römischen Bürgern bzw. Untertanen Christen, die sich sehr bald gegen den Kaiserkult wandten. Das kann nicht im Interesse des Titus gelegen haben. Die Zentralsteuerungsthese stößt hier an ihre Grenzen. Insgesamt besteht ein großer Konsens bzgl. der historischen Existenz des Jesus von Nazareth in der historischen Forschung.

## Ausgaben
- Joseph Atwill: Caesar’s Messiah: The Roman Conspiracy to Invent Jesus. Ulysses Press, Berkeley, CA 2005, ISBN 1-56975-457-8.
- Joseph Atwill: Das Messias-Rätsel. Allegria, Ullstein Buchverlage GmbH, 2008, ISBN 978-3-7934-2091-0.